# Eparchie narvská
Eparchie narvská je eparchie estonské pravoslavné církve Moskevského patriarchátu.

## Území a titul biskupa
Zahrnuje správní hranice území města Narva, Narva-Jõesuu, Jõgeva, obce Alutaguse, Alatskivi, Vaivara, Iisaku, Illuka, Kasepää, Lohusuu, Pala, Tudulinna a Torma.
Eparchiálnímu biskupovi náleží titul biskup narvský a peipsiveerský.

## Historie
Dne 24. dubna 1887 byl Nejsvětějším synodem zřízen narvský vikariát petrohradské eparchie.
Roku 1923, když vstoupila Estonská pravoslavná církev do jurisdikce Konstantinopolského patriarchátu byla zřízena i samostatná eparchie narvská.
Roku 1940 se církev vrátila zpět pod jurisdikci Moskevského patriarchátu a po roce 1945 nebyl jmenován žádný biskup.
Dne 27. května 2009 byl Svatým synodem zřízen narvský vikariát tallinské eparchie.
Dne 30. května 2011 byla zřízena samostatná narvská eparchie.

## Seznam biskupů

### Narvský vikariát petrohradské eparchie
- 1887–1890 Vladimir (Šimkovič)
- 1891–1895 Nikandr (Molčanov)
- 1895–1899 Ioann (Kratirov)
- 1899–1901 Nikon (Sofijskij)
- 1901–1903 Innokentij (Beljajev)
- 1903–1908 Antonin (Granovskyj)
- 1908–1914 Nikandr (Fenomenov)
- 1914–1920 Gennadij (Tuberozov)
- 1924–1927 Sergij (Družinin) svatořečený mučedník

### Eparchie narvská a izborská Konstantinopolského patriarchátu
- 1925–1929 Jevsevij (Grozdov)
- 1929–1932 Ioann (Bulin)

### Eparchie narvská Moskevského patriarchátu
- 1937–1945 Pavlo (Dmytrovskyj)

### Narvský vikariát tallinské eparchie
- 2009–2011 Lazar (Gurkin)

### Eparchie narvská
- od 2011 Lazar (Gurkin)